# 维尔弗里德·汉内斯
维尔弗里德·汉内斯（德語：Wilfried Hannes，1957年5月17日—），德国前男子足球运动员，场上位置是后卫。他曾代表西德国家队参加1982年国际足联世界杯，结果队伍获得亚军。